# Breistroff-la-Grande
Breistroff-la-Grande è un comune francese di 589 abitanti situato nel dipartimento della Mosella nella regione del Grand Est.

## Società

### Evoluzione demografica
Abitanti censiti